# Кип'ячка (заповідне урочище)
Кип'ячка — заповідне урочище місцевого значення. Об'єкт розташований на території Городенка Івано-Франківської області.
Площа — 6,0000 га, статус отриманий у 1993 році.